# Muziris

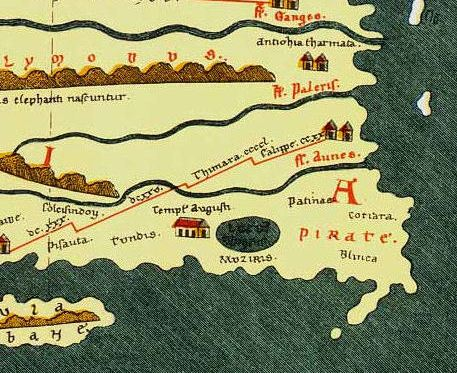
Muziris sur la Table de Peutinger

Muziris est une ville antique dont l'emplacement est incertain et qu'on a longtemps cru correspondre à la ville actuelle de Cranganore (Kodungallur) en Inde (dans le Kerala, à proximité de Cochin).

## Histoire
Les commerçants de cette ville sont connus du monde méditerranéen depuis les Phéniciens. Elle est citée par Pline l'Ancien qui la décrit comme le primum emporium Indiæ (plus important port de commerce des Indes), mais la confond probablement avec une autre ville, lorsqu'il indique que son mouillage n'est pas bon et qu'on l'atteint par le Periplus Maris Erythræi (tour de la mer Rouge). C'était à l'époque un port très actif pour les échanges commerciaux, en particulier les épices, le poivre notamment, mais aussi les perles, diamants et autres gemmes, avec l'Empire romain. Elle est présente sur la table de Peutinger.  
L'emplacement exact sera d'autant plus difficile à déterminer que la côte a certainement connu de grandes transformations dues au travail des courants marins depuis deux mille ans.
La grande crue du fleuve Periyar en 1341 serait à l'origine de l'abandon du site portuaire.
En 1983, un grand trésor de pièces de monnaie romaines a été trouvé sur un site proche du village de Pattanam. Certains archéologues ont fait l'hypothèse que ce village correspond à l'ancien Muziris, sans qu'il y ait consensus.